# MAI Systems
MAI Systems Corporation (M|A|I) begann als einer der ersten Minicomputer-Hersteller. Anfang der 70er Jahre war die Basic Four Serie eines der weltweit erfolgreichsten Systeme für Interaktive Büroanwendungen. Heute tritt die Firma ausschließlich unter dem Namen ihrer Tochterfirma Hotel Information Systems (HIS) auf. Der Firmensitz befindet sich in Irvine, Kalifornien.

## Firmengeschichte

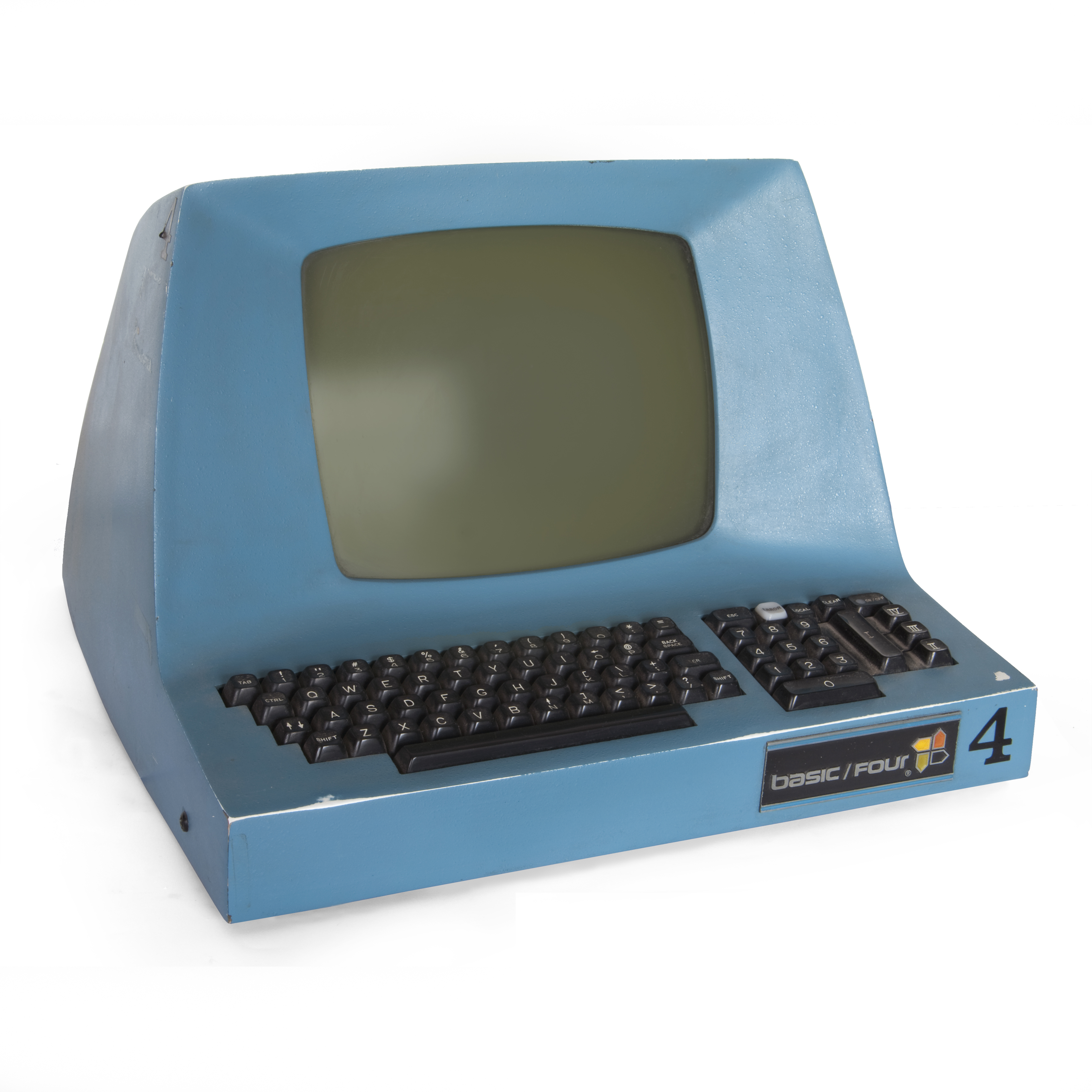
MAI Basic Four

Gegründet als MAI Computer, benannte sich die Firma nach kurzer Zeit um in MAI Basic Four, da das Business Basic das Hauptargument zum Kauf der MAI-Rechner darstellte. Die Rechner liefen, beginnend mit dem (System BB1 und BB2). Basic/Four-Modell 400, unter dem MAI-eigenen Betriebssystem BOSS. Neben dem Business Basic wurde eine komplette Palette von Komponenten und Anwendungen für den Einsatz in Firmen entwickelt. Diese bildeten wie bei Nixdorf die Kernentwicklungen.
Mitte der 1980er Jahre wurden Teile von BOSS, das Business Basic und alle Anwendungen auf Unix portiert. Die Entwicklung von x86 und 68000 basierten Systemen begann. MAI war dabei, als Nischenhersteller, eine finanziell sehr solide Firma, mit einer für amerikanische Verhältnisse extrem hohen Eigenkapitalquote. So waren z. B. alle Betriebsstätten Eigentum der Firma. Sowohl die Stammfirma in den USA, als auch alle Tochtergesellschaften waren profitabel. Dies änderte sich 1988, als der Investor Bennett LeBow MAI übernahm und im November 1988 versuchte, mit den Finanzmitteln von MAI den Computerhersteller Prime zu übernehmen. Prime konnte die Übernahme jedoch abwehren.
MAI geriet daraufhin in finanzielle Schwierigkeiten. Als Folge davon wurden alle ausländischen Tochtergesellschaften in das Stammunternehmen übernommen und liquidiert. Durch weitgehenden Verkauf aller Vermögenswerte konnte die Firma zwar gerettet werden, ein Weiterbestehen als Hardwarehersteller war jedoch nicht möglich. Auch die Weiterentwicklung der Software geriet in Schwierigkeiten.
In der Folge überlebte das Unternehmen mit Wartungstätigkeiten ihrer ehemaligen Produkte. Hierbei kam es auch 1993 zu dem für das US-Copyrightrecht wichtigen Gerichtsentscheid im Fall MAI gegen Peak Computer, bei dem festgelegt wurde, dass das Starten eines Programmes eine Kopie desselben darstellt, zu der eine explizite Genehmigung des Copyrightinhabers nötig ist.
Seit der Übernahme der Firma Hotel Information Systems im Jahre 2002 tritt MAI öffentlich nur noch unter diesem Namen auf.